# Naturschutzgebiet Quellsumpf Ziegensteine bei Groß Stresow

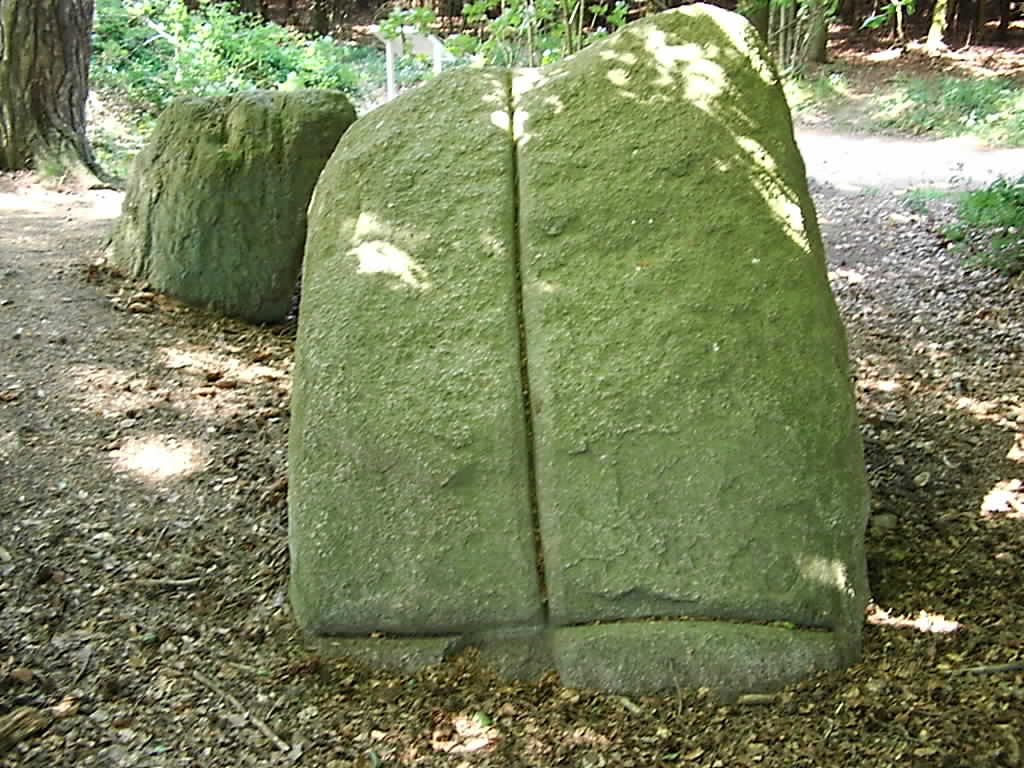
Die namensgebenden Ziegensteine

Das Naturschutzgebiet Quellsumpf Ziegensteine bei Groß Stresow ist ein Naturschutzgebiet in Mecklenburg-Vorpommern und Bestandteil des Biosphärenreservates Südost-Rügen. Es umfasst eine Fläche von fünf Hektar und erstreckt sich in länglicher Form östlich des Ortes Klein-Stresow. Der namensgebende Ort Groß Stresow befindet sich zwei Kilometer westlich. Die Ziegensteine sind ein Großsteingrab am Ostrand des Gebiets. Nördlich schließen sich die forstlich genutzten Stresower Tannen an. Die Ausweisung erfolgte am 12. September 1990. Schutzziel ist der Erhalt eines Quellsumpfes. Ein bis zu ein Meter breiter und 30 Zentimeter tiefer Bach durchfließt das Gebiet.
Der Zustand des Naturschutzgebiets wird als gut eingestuft, da eine weitgehend ungestörte Entwicklung gesichert ist. Ein Wanderweg zu den Ziegensteinen streift den nördlichen Teil, so dass Einblicke möglich sind.

## Geschichte
Die Stresower Tannen im Norden entstanden im Rahmen der letzten Eiszeit als Grundmoränenflächen. Diese wurden mit Sanden überlagert und seit Jahrhunderten forstlich genutzt. Die südlich gelegenen Quellsümpfe entstanden, da ein Teil des Grundwasserleiters abgedeckt wurde. Als Folge treten an mehreren Stellen Sickerquellen auf, die in den Bach münden. Die Quellen vermoorten im Laufe der Zeit und Quellmoore bildeten sich.
Durch die Ziegensteine ist menschliche Besiedlung seit der Steinzeit belegt. Das Urmesstischblatt zeigt den Quellsumpf in seiner heutigen Ausdehnung. Der östliche Teil unterlag in der damaligen Zeit der Ackernutzung. Nadelforsten wurden angelegt. In Richtung Rügischer Bodden schloss ein Durchströmungsmoor an.

## Pflanzen- und Tierwelt
Das Naturschutzgebiet ist im überwiegenden Teil mit Erlenwald bestanden. Eingestreut finden sich Esche, Eberesche, Hasel und Weißdorn. Hervorhebenswerte Arten sind Schaumkraut, Sumpf-Segge und Bach-Nelkenwurz. Quellsümpfe sind im gesamten Naturschutzgebiet vorhanden, an denen Sumpf-Vergissmeinnicht, Wasser-Minze, Sumpfschachtelhalm, Brunnenkresse, Bitteres Schaumkraut, Berle und Wasserdarm wachsen. Im Nordteil des Schutzgebiets stockt ein Mischwald aus Buche, Hainbuche, Stiel-Eiche, Birke, Kiefer und Esche. Im Bach leben Bachflohkrebse. Als Amphibien kommen Knoblauch- und Erdkröte, Moor-, Gras-, Laub- und Teichfrosch vor, weiterhin Teich- und Kammmolch.